# DataCite
DataCite ist ein internationales Konsortium, das sich zum Ziel gemacht hat, einen einfachen Zugang zu wissenschaftlichen Forschungsdaten zu ermöglichen, die Akzeptanz von Forschungsdaten als legitime und zitierfähige Beiträge der wissenschaftlichen Forschung zu erhöhen und die Archivierung von Forschungsdaten zu unterstützen, um Transparenz und nachhaltige Nutzung für die Forschung zu gewährleisten.

## Geschichte
DataCite wurde im Dezember 2009 in London als eingetragener Verein von Einrichtungen aus sechs Ländern gegründet.
Zu den Gründungsmitgliedern zählen die British Library (BL), das Technical Information Center of Denmark (DTIC), die Bibliothek der TU Delft (Niederlande), das National Research Council’s Canada Institute for Scientific and Technical Information (NRC-CISTI), die California Digital Library, die Purdue University (USA) und die Technische Informationsbibliothek (TIB).
Die Geschäftsstelle wird von der TIB Hannover geführt.
Das Konzept stößt international auf großes Interesse. Nur ein Jahr nach der Gründung hatte DataCite bereits 1.002.631 Datensätze registriert, zählte 15 namhafte Forschungsbibliotheken und technische Informationszentren aus 10 Ländern zu seinen Mitgliedern und arbeitete mit über 50 Datenzentren aus aller Welt zusammen, welche die registrierten Daten dauerhaft abspeichern.
DataCite betreibt seit einigen Jahren auch re3data, ein disziplinübergreifendes, internationales Verzeichnis von Forschungsdaten-Repositorien. Der Dienst ging ursprünglich aus einem DFG-geförderten Projekt und der Vereinigung mit einem vergleichbaren US-amerikanischen Angebot, Databib, hervor.

## Ziele
DataCite fördert die gemeinsame Datennutzung, den Zugang zu Forschungsdaten und einen verbesserten Schutz von Forschungsinvestitionen. Als globales Konsortium vereint DataCite individuelle regionale (nationale) Mitglieder, welche dem Wissenschaftler direkten Service bieten können. Die Kooperation fördert den weltweit forschenden Wissenschaftler und schafft einen globalen Zugang zu wissenschaftlichen Forschungsdaten.

## Technik
Um einen einfachen Zugang zu Forschungsdaten zu ermöglichen, werden diesen von den Mitgliedern digitale Objektbezeichner (Digital Object Identifier (DOI)) zugewiesen. Die Registrierung erfolgt in Kooperation mit Datenzentren, die für die Qualitätssicherung, Pflege und Speicherung der Inhalte verantwortlich sind.
DataCite ist als Dachverband der angeschlossenen DOI-Vergabestellen Mitglied bei der International DOI Foundation (IDF).

## Mitglieder
Im Jahre 2010 hatte DataCite 12 Mitglieder aus 9 Ländern:
- die British Library,
- das französische L’Institut de l’Information Scientifique et Technique (INIST),
- das Technical Information Center of Denmark (DTU Library),
- die TU Delft Bibliothek aus den Niederlanden,
- der National Research Council Canada (NRC),
- die California Digital Library (USA),
- der Australian National Data Service (ANDS),[9]
- die Purdue University (USA) und
- die Eidgenössische Technische Hochschule in Zürich (ETH Zürich).
- die Technische Informationsbibliothek (TIB),
- die Deutsche Zentralbibliothek für Medizin (ZB MED) sowie
- das GESIS - Leibniz-Institut für Sozialwissenschaften (da|ra)

Seitdem sind beigetreten:
- die Deutsche Zentralbibliothek für Wirtschaftswissenschaften (ZBW) (da|ra),
- der Swedish National Data Service (SNDS),
- das Office of Scientific and Technical Information, US Department of Energy – OSTI,
- die Conferenza dei Rettori delle Università italiane (CRUI),
- das European Organisation for Nuclear Research (CERN),
- das Japan Link Center (JaLC),
- das Library and Information Centre, Hungarian Academy of Sciences (MTA KIK),
- der National Research Council of Thailand (NRCT),
- die Universität Tartu(UT) – Estland,
- das South African Environmental Observation Network – SAEON,
- das Bibliotheks- und Informationssystem für die norwegischen Universitäts- und Universitätsbibliotheken (BIBSYS) und
- die Niedersächsische Staats- und Universitätsbibliothek Göttingen (SUB)

Als assoziierte Mitglieder sind folgende Institutionen beigetreten:
- das Digital Curation Center (UK) und
- Microsoft Research (USA)
- das Korea Institute of Science and Technology Information (KISTI) und
- das Interuniversity Consortium for Political and Social Research (ICPSR) (USA)
- die Gesellschaft für wissenschaftliche Datenverarbeitung mbH Göttingen (GWDG)
- das Bejing Genomic Institute (BGI)
- Harvard University Library (HUL)